# Sommarrödhätting
Sommarrödhätting (Entoloma pallescens) är en svampart som först beskrevs av Petter Adolf Karsten, och fick sitt nu gällande namn av Machiel Evert ("Chiel") Noordeloos 1979. Sommarrödhätting ingår i släktet Entoloma och familjen Entolomataceae.  Arten är reproducerande i Sverige. Inga underarter finns listade i Catalogue of Life.